# Alfonz Dobovišek
Alfonz Dobovišek, slovenski strokovnjak za gospodarsko problematiko železnic, * 31. december 1908, Stara Nova vas, † 15. maj 1985, Ljubljana.
Diplomiral je 1933 na ljubljanski Tehniški fakulteti. Na železnici se je zaposlil 1935. V letih 1942−1945 je bil interniran, po 1945 pa je do upokojitve 1971 na upravi železnic v Ljubljani opravljal različne dolžnosti. V strokovnih listih Gradbeni vestnik, Nova proga in Železniški vestnik je objavljal članke s področja ekonomike in organizacije železnic.